# 9692 Куперус
9692 Куперус (9692 Kuperus) — астероїд головного поясу, відкритий 24 вересня 1960 року.
Тіссеранів параметр щодо Юпітера — 3,481.